# Liste de poètes bretons
Sont regroupés ici des poètes que l'on peut qualifier de « bretons », qu'ils écrivent en français, breton ou gallo, et qu'ils soient originaires ou non de cette région.

## En langue bretonne
- Yves Berthou
- Auguste Brizeux
- Philomène Cadoret
- Jean-Pierre Calloc'h
- Jean Conan
- Augustin Conq
- Charles Cotonnec
- Youenn Drezen
- Anjela Duval
- Charles de Gaulle (Barz Bro C'hall)
- Maodez Glanndour
- Youenn Gwernig
- Pierre-Jakez Hélias
- Roparz Hemon
- François Jaffrennou
- Koulizh Kedez
- Jean-Marie Le Joubioux
- Claude-Marie Le Laé
- Jean-Pierre Marie Le Scour
- François-Marie Luzel
- Meavenn
- Yann Mari Normand
- Yann-Ber Piriou
- Prosper Proux
- Narcisse Quellien
- Naig Rozmor
- Bernez Tangi

## En langue gallèse
- Sylvaine Billot
- Adèle Denys
- Marie Dequé
- Jacqueline Henry-Rebours
- Christian Leray
- Ernestine Lorand
- Bèrtran Ôbrée

## En langue française
- Danielle Allain-Guesdon
- Guy Allix
- Claude Ansgari
- Jean-Luc Aotret
- Patrick Arduen
- Jean-Baptiste Babin
- Yan Balinec
- Marc Baron
- Gilles Baudry
- Guy Bellay
- Louis Bertholom
- Théodore Botrel
- Jean-Pierre Boulic
- Laurent Bourdelas
- Bernard Bretonnière
- Théophile Briant
- Nathalie Brillant
- Hélène Cadou
- René-Guy Cadou
- Jean-Claude Caër
- Jean-Pierre Calloc'h
- François-René de Chateaubriand
- Lucile de Chateaubriand
- Marie-Josée Christien
- Danielle Collobert
- Tristan Corbière
- Chantal Couliou
- Olivier Cousin
- Heather Dohollau
- Georges Drano
- Henri Droguet
- Gabriel Du Bois-Hus
- Jean-Pascal Dubost
- Michel Dugué
- Léon Durocher
- Anjela Duval
- Hervé Eléouet
- Patrice Fath
- Gilles Fournel
- Bruno Geneste
- Xavier Grall
- Christine Guenanten
- Jean-Albert Guénegan
- Louis Guillaume
- Eugène Guillevic
- Roger-André Halique
- Max Jacob
- Alfred Jarry
- Alain Jégou
- Jacques Josse
- Paol Keineg
- Émilienne Kerhoas
- Alain Kervern
- Nicole Laurent-Catrice
- Jean Lavoué
- Alain Le Beuze
- Annie Le Brun
- Emmanuelle Le Cam
- Jean-Claude Le Chevère
- René Le Corre
- Denise Le Dantec
- Charles Le Goffic
- Gérard Le Gouic
- Marc Le Gros
- Yvon Le Men
- Anne-José Lemonnier
- Thierry Le Pennec
- Charles Le Quintrec
- Michel Luneau
- Michel Manoll
- Élisa Mercœur
- Jean Meschinot
- Isabelle Moign
- Lydia Padellec
- Georges Perros
- Yves Prié
- Christian Prigent
- Christian Querré
- François Rannou
- Denis Rigal
- Martine et Serge Rives
- Paul-Alexis Robic
- Armand Robin
- Erwann Rougé
- Saint-Pol-Roux
- Marie-Paule Salonne
- Victor Segalen
- Jean-Luc Steinmetz
- Pierre Tanguy
- Dominique Valle
- Angèle Vannier
- Luc Vidal